# Природонаучен музей (Съботско)
Природонаучният музей (на гръцки: Μουσείο Φυσικής Ιστορίας) е музей в македонския град в Мъглен Съботско (Аридеа), Гърция.

## Описание
Музеят е основан в 1991 година като Мъгленски палеонтологично-природен и етнографски музей (на гръцки: Παλαιοντολογικό – Φυσιογραφικό και Λαογραφικό Μουσείο Αλμωπίας) в Пожарски бани (Лутра Лутракиу) и е единственият в Гърция с такъв смесен характер. Резултат е на първото Пангръцко спелеологично изследване на Северна Гърция, проведено в 1990 година. Изследването дава редица важни находки, които дем Мъглен решава да изложи заедно с етнографски експонати от областта.
В 2002 година музеят е разделен като етнографската част остава в Пожарски бани в обособен Етнографски музей, като природонаучната част е преместена в нова сграда - в старата гара на Съботско, паметник на културата.
В приземието на Природонаучния музей са отделите за флората и фауната на Мъглен, за палеонтология, където са изложени находките от Мъгленския пещерен парк край Пожарски бани, сред които са костите на пещерната мечка (Ursus Speleaus) от Пещерния процеп, живяла преди 110 000 години, неолитни находки – каменни сечива, брадви с различни размери, каменен връх на стрела и керамика от Пещера ІІ, както и фосили от растителни и животински организми. На горния етаж е разположена музейната библиотека и са изложени традиционни носии от Мъглен.
- Интериорът на старата сграда на музея
- Кости от праисторическа мечка
- Каменни сечива от неолита